# أرشيبالد بروستر غرانت
أرشيبالد بروستر غرانت (بالإنجليزية: Archibald Brewster Grant)‏ هو نقابي نيوزيلندي، ولد في 24 يوليو 1904، وتوفي في 6 يونيو 1970.